# Orange Park
Orange Park is een plaats (town) in de Amerikaanse staat Florida, en valt bestuurlijk gezien onder Clay County.

## Demografie
Bij de volkstelling in 2000 werd het aantal inwoners vastgesteld op 9081.
In 2006 is het aantal inwoners door het United States Census Bureau geschat op 9106, een stijging van 25 (0.3%).

## Geografie
Volgens het United States Census Bureau beslaat de plaats een oppervlakte van
14,4 km², waarvan 10,1 km² land en 4,3 km² water. Orange Park ligt op ongeveer 16 m boven zeeniveau.

## Plaatsen in de nabije omgeving
De onderstaande figuur toont nabijgelegen plaatsen in een straal van 24 km rond Orange Park.